# Alain Richard (franciscain)
Pour les articles homonymes, voir Alain Richard.
Alain Richard, né le 10 septembre 1924 à Toulon et mort le 24 juin 2021 à Avignon, est un religieux franciscain français. Il participe à plusieurs équipes des Brigades de paix internationales et est à l'origine des Cercles de silence.

## Études
Alain Richard est diplômé ingénieur agronome de Paris.

## Parcours
Alain Richard entre au noviciat franciscain en 1947 et prononce ses vœux solennels en 1953. Il est vicaire à la paroisse d'Orsay et aumônier de l'université d'Orsay jusqu'en 1967.
Dès 1973, il vit aux États-Unis. Il participe au premières équipes des Brigades de paix internationales en 1983, puis à la fondation de Pace e Bene en 1989.
Alain Richard revient vivre en France en 1998, il rejoint la communauté franciscaine de Toulouse. Il est à l'origine du premier Cercle de silence à Toulouse en 2007 et du réseau des Cercles de silence.
Il a été un vice-président de la Coordination internationale pour une culture de non-violence et de paix.